# モントルイユ＝ベレ
モントルイユ＝ベレ （Montreuil-Bellay）は、フランス、ペイ・ド・ラ・ロワール地域圏、メーヌ＝エ＝ロワール県のコミューン。

## 地理

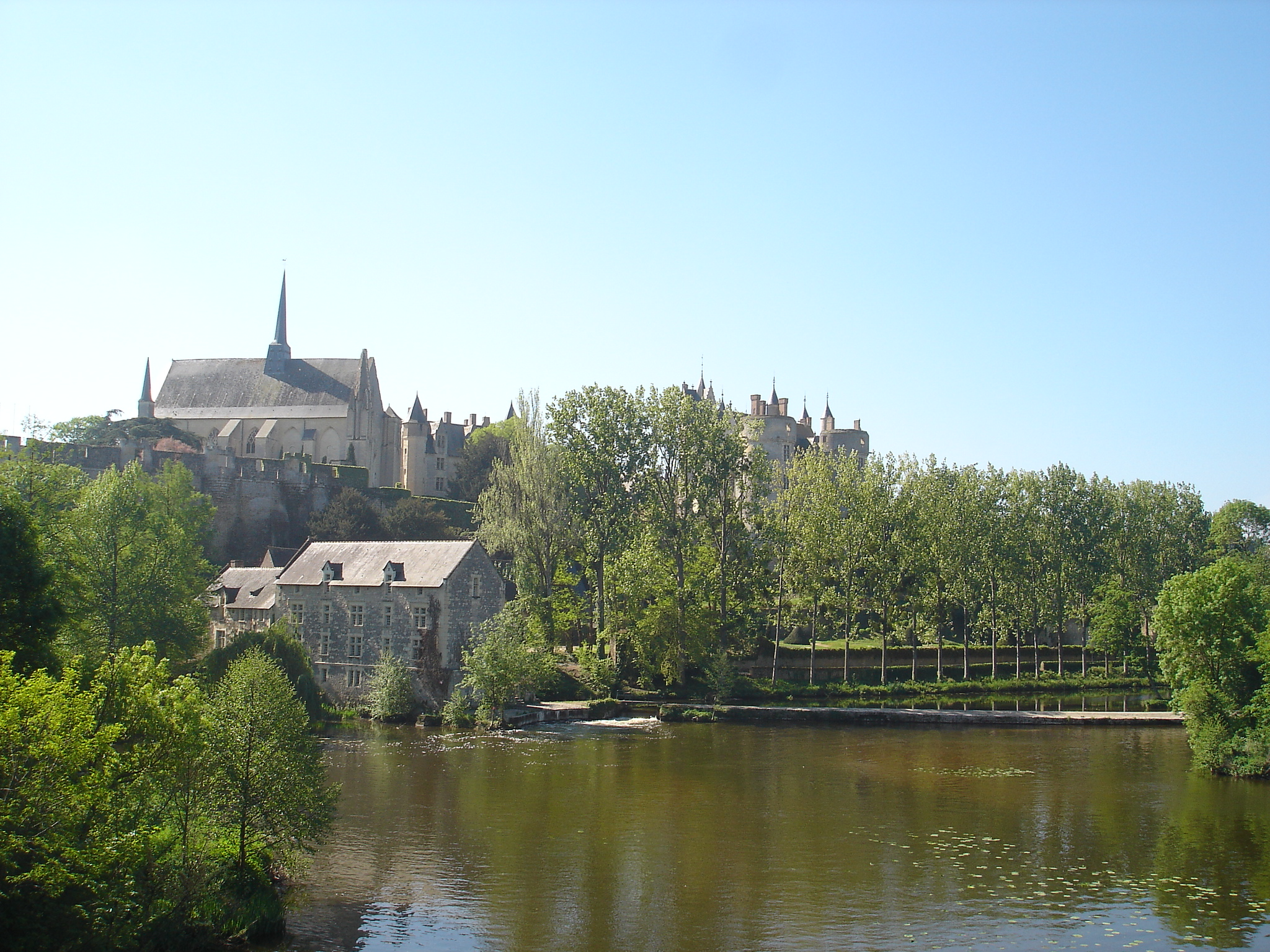
トゥエ川

ソミュロワ地方、ロワール川南部に位置する、アンジューのコミューンである。県の南東端に位置し、ヴィエンヌ県およびドゥー＝セーヴル県と接している。トゥエ川が流れ、ロワール・アンジュートゥーレーヌ地域圏自然公園の中心にあたる。ソミュール、トゥアール、ルダンから約25kmの距離にある。

## 由来
フランス革命時代、地名はモントルイユ＝ル＝トゥエ（Montreuil-le-Thouet）に改名させられていた。

## 歴史

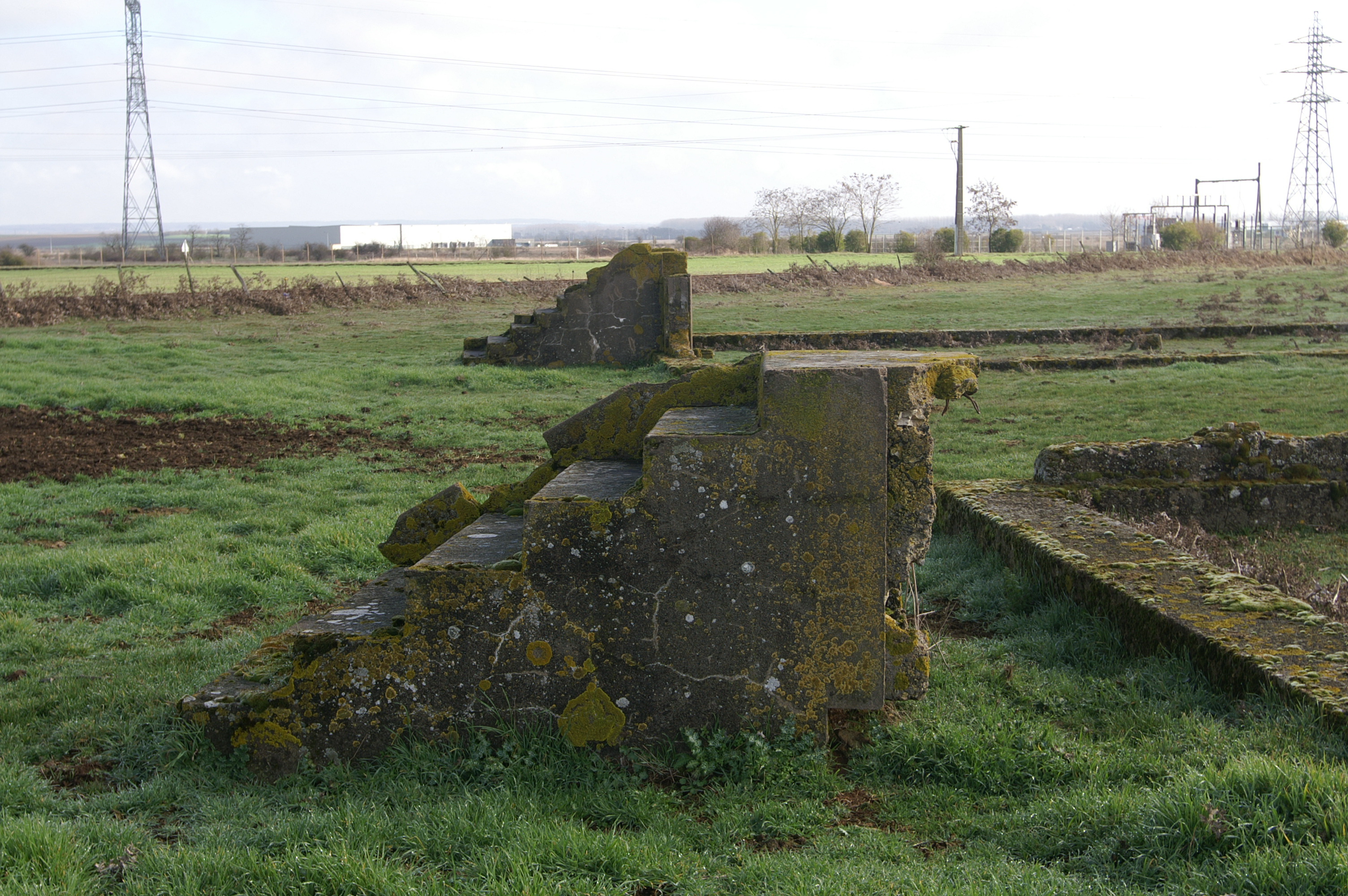
収容所跡

小さな修道士たちの集落が、おそらく現在の町の基礎である。この集落がトゥエ川の堰の近くに11世紀に存在したことが証明されている。レ・ノビと呼ばれ、1097年から1103年の間に建てられたサン・ニコラ小修道院のそばに、教区教会であるサン・ピエール教会が建てられたのはそのすぐ後である。1026年頃、アンジュー伯フルク3世はこの地の高地にドンジョンを建設し、領地を家臣のベルレ（Berlai。変形してBellay）に託し、これが高貴な未来の都市の芽吹きとなった。
1109年、フルク5世がアンジューおよびメーヌ伯となった。彼は反乱を起こした家臣を鎮圧し、1124年にモントルイユ＝ベレを含む複数の城を手中に収めた。
数年後、アンジューの男爵らによって起こされた反乱が平定された。1148年以降の数年間、モントルイユ＝ベレを陥落させるためジョフロワ5世によって包囲された。
ベルレ家は主君と対立を数回繰り返しながら、1217年まで領地を保持し続けた。2世紀にわたって新たな家系が定住した。ムラン＝タンカルヴィル家、そしてアルクール家である。アルクール家は町に好ましい強い痕跡、城や防衛を強化した壁を残した。
モントルイユ＝ベレは、アンシャン・レジーム時代のアンジューに32か所あった閉鎖都市のひとつであった。城壁都市は現在でも均質な姿を残しており、15世紀以後の変化はごくわずかである。
アンシャン・レジーム時代のモントルイユ＝ベレは、57の教区を束ねるエレクション（税法上・財政上の区画）の中心であった。他のアンジューの町と同様に、トゥールのジェネラリテ（中央政府の行政区画）に属し、司法はソミュールのセネシャル管区に、宗教上はポワティエの司教区に属していた。
18世紀半ばから商業の繁栄は下降した。フランス革命の間に行政の中心がソミュールに移ると、商業、経済、行政上の重要性は薄れ、1790年以降は単なる小郡庁所在地となった。1793年6月8日、ヴァンデ戦争でヴァンデ軍に一時的に占領され、自由の木が倒されている。
1841年にアンジェとソミュールをつなぐ道路が開通し、1885年にポワティエまでの道が開通しても、19世紀後半まで、都市が城壁の外側に拡張することはなかった。19世紀以降鉄道網が発達してパリへ向かう定期路線と接続された。また、第二次世界大戦までは、トラム路線がアルジャントン＝シャトーを経由してブレシュイールまで通っていた。
1941年11月8日から1945年1月16日まで、モントルイユ＝ベレに、無宿人、ロマのような流浪民を収容する収容所が設置された。収容者は全体的に、マヌーシュ、ジプシー、ロマ、シンティ、ツィガーヌと呼ばれる人々だった。この収容所はもともと1940年6月21日にドイツ軍によって建設された捕虜収容所スタラグを基礎としていたが、その後ヴィシー政府が運営した。2010年7月、すべてが消えうせるのを防ぎ、恒久的な記録とすべく、収容所の廃墟は歴史文化財に登録された。
1968年1月1日、隣接するコミューン、メロンと合併した。

## 人口統計
| 1962年 | 1968年 | 1975年 | 1982年 | 1990年 | 1999年 | 2008年 | 2013年 |
| ------ | ------ | ------ | ------ | ------ | ------ | ------ | ------ |
| 2349   | 3086   | 3989   | 4093   | 4041   | 4112   | 4029   | 4030   |

参照元:1962年から1999年まで人口の2倍カウントなし。1999年までEHESS/Cassini、2004年以降INSEE

## ギャラリー

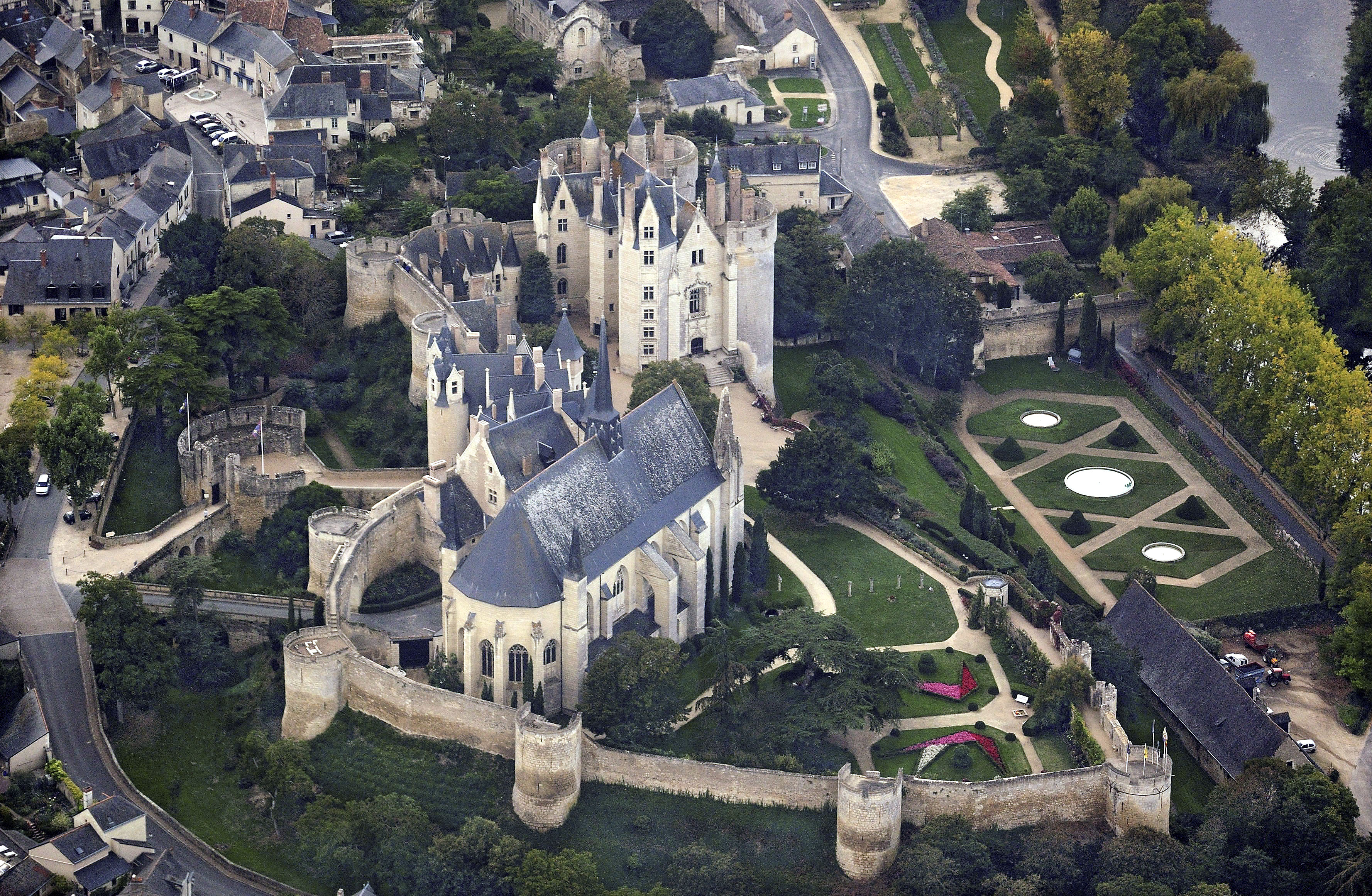
モントルイユ＝ベレ城
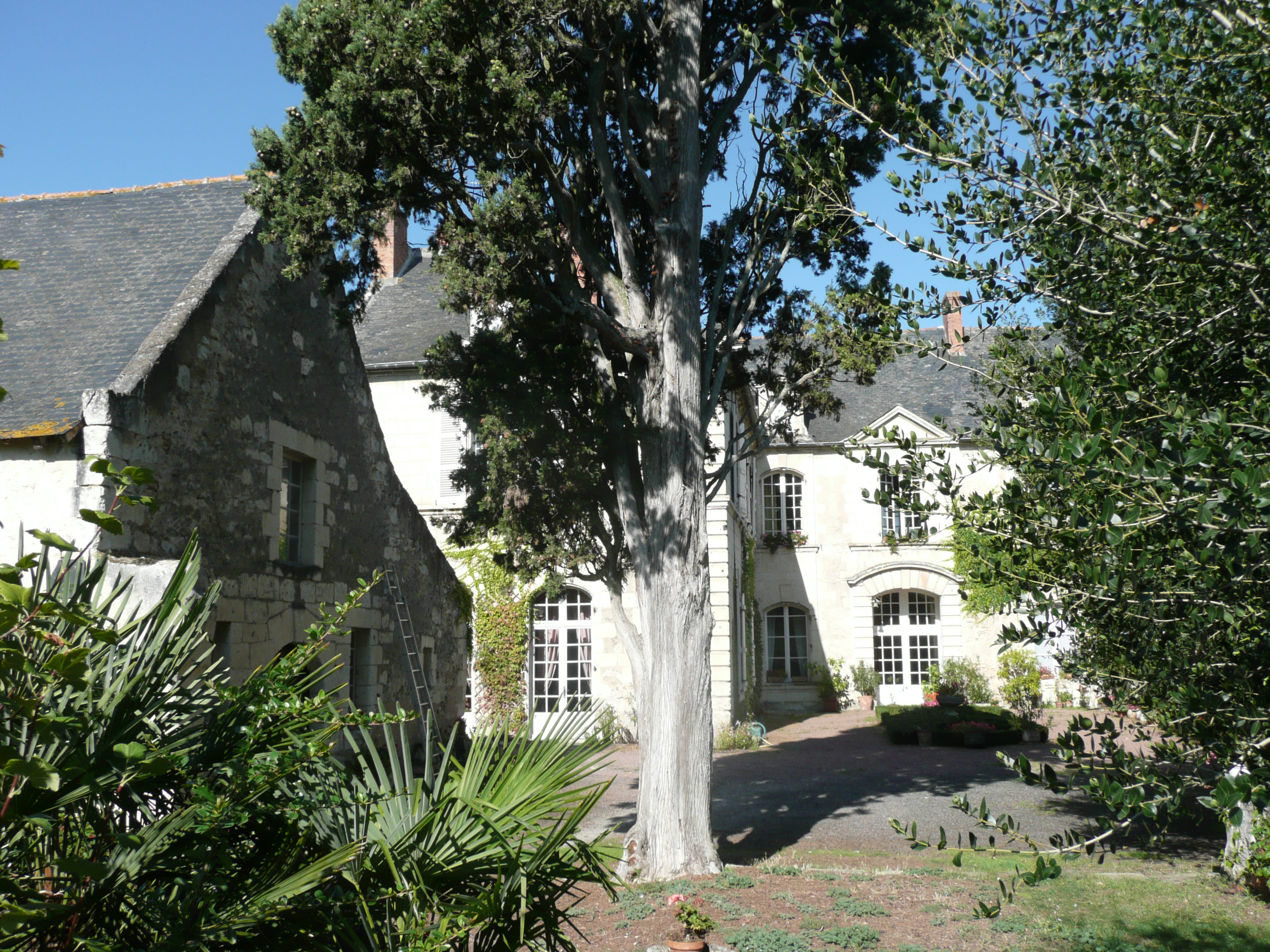
オギュスタン派修道院
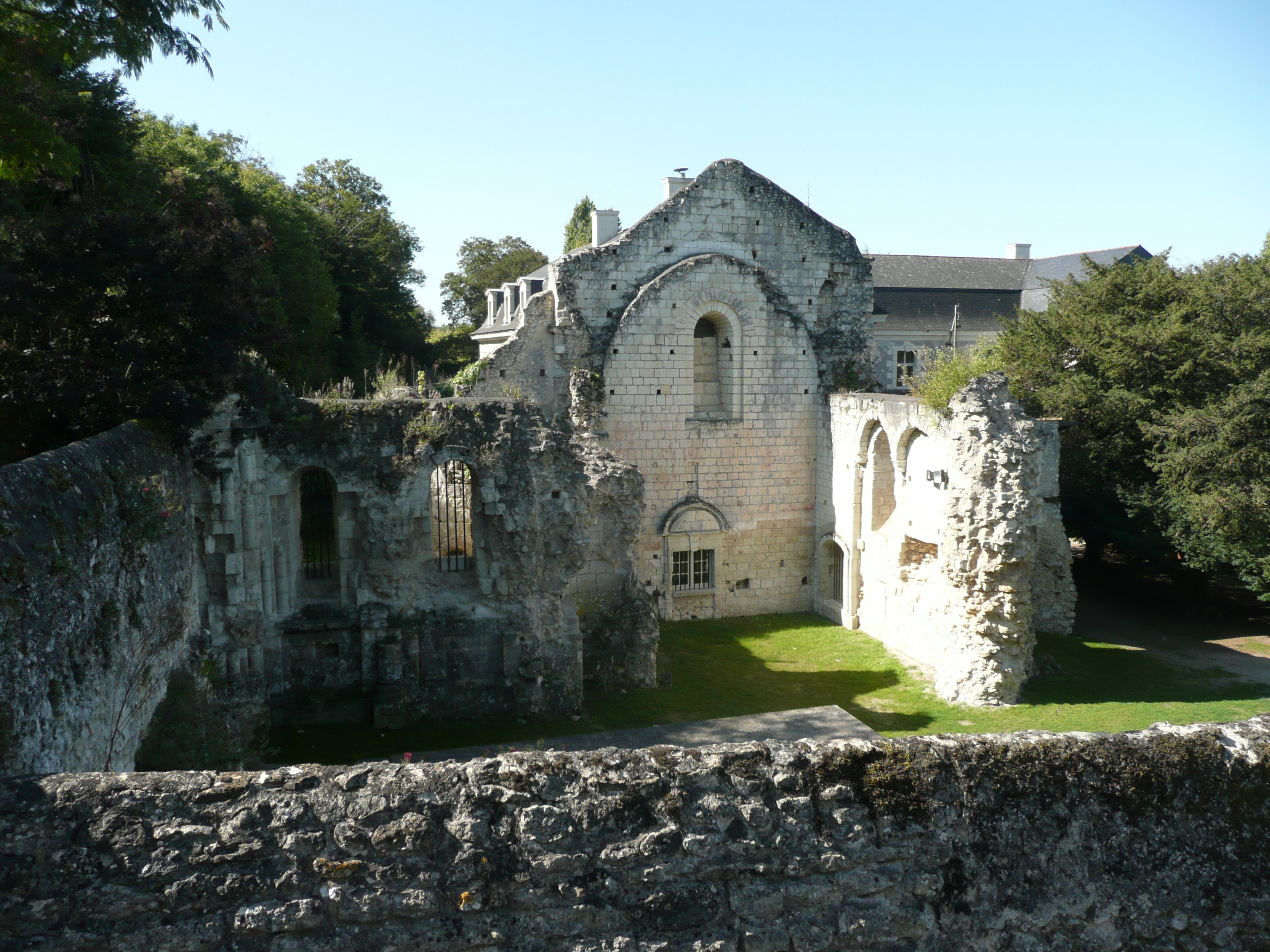
レ・ノビ小修道院跡
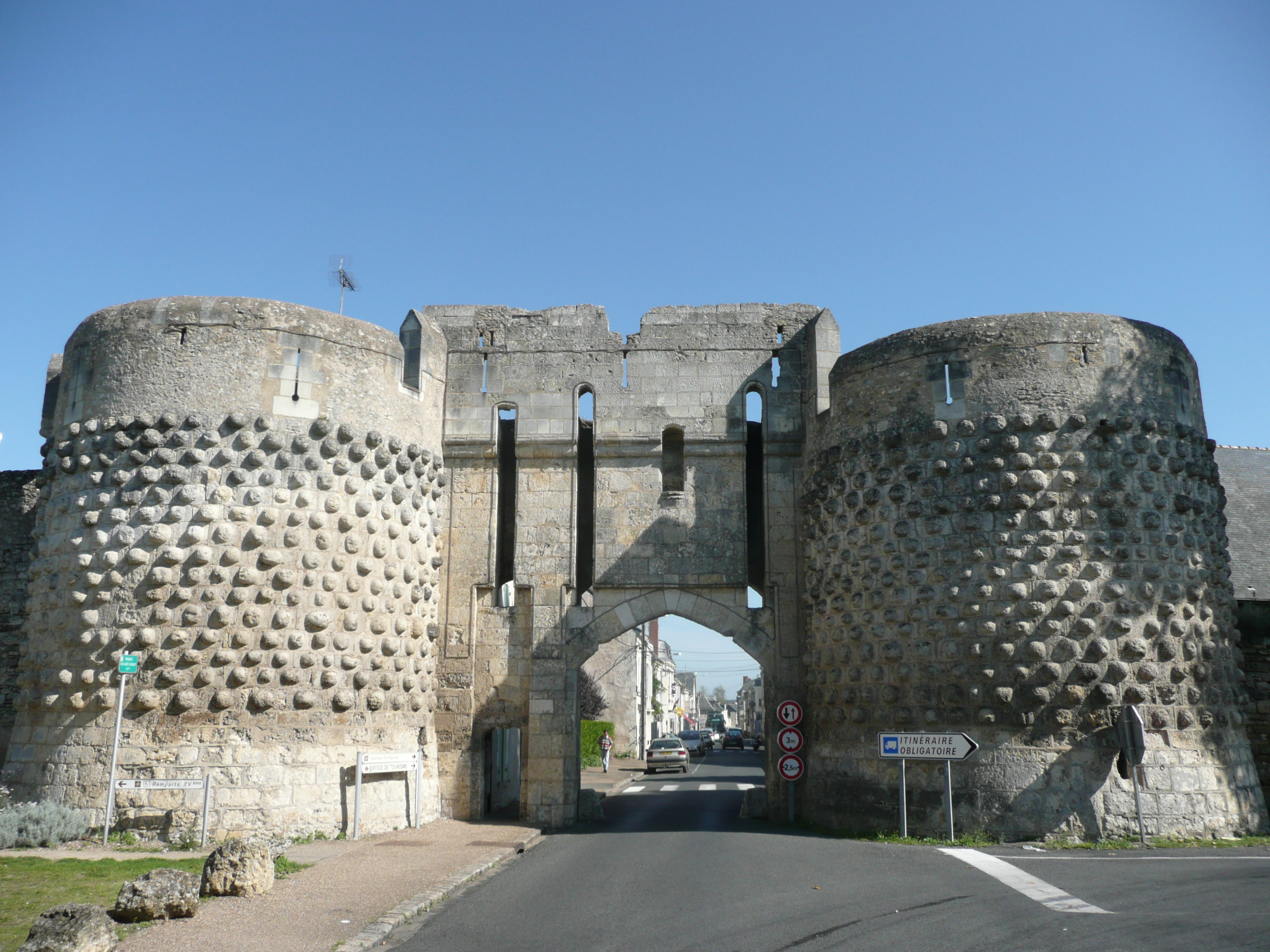
城壁